# آکسنوو (باشقیرستان)
آکسنوو (به لاتین: Aksenovo) یک منطقهٔ مسکونی در روسیه است که در باشقیرستان واقع شده‌است.